# William Appleman Williams
William Appleman Williams (12 de junio de 1921 - 5 de marzo de 1990) fue uno de los historiadores revisionistas más destacados del siglo XX de la diplomacia estadounidense. Alcanzó el apogeo de su influencia mientras formaba parte de la facultad del departamento de historia de la Universidad de Wisconsin-Madison y es considerado el miembro más destacado de la "Escuela de Wisconsin" de la historia diplomática.

## Primeros años y educación
Williams nació y creció en el pequeño pueblo de Atlantic, Iowa. Asistió a la Escuela Militar Kemper en Boonville (Misuri), luego obtuvo un título en ingeniería en la Academia Naval de los Estados Unidos en Annapolis. Se graduó y fue comisionado como alférez en 1945. Después de servir en el Pacífico Sur como oficial ejecutivo a bordo de un Landing Ship Medium, estuvo estacionado en Corpus Christi, Texas, donde hizo planes para convertirse en un aviador como su padre. Su padre había estado en el Cuerpo Aéreo del Ejército hasta que murió en un accidente aéreo en 1929.
Una lesión en la espalda durante la guerra le causó un dolor enorme y terminó con sus posibilidades de convertirse en aviador naval después de la guerra. Solicitó el alta médica de la marina en 1946 y se mudó a la Universidad de Wisconsin-Madison para comenzar estudios de posgrado en 1947. Obtuvo una maestría y un doctorado allí y estuvo bajo la influencia del historiador Charles Beard, especialmente Fred Harvey Harrington, Merle Curti, y Howard K. Beale. Después de enseñar en varias otras universidades, regresó a Madison en 1957 para enseñar en el departamento de historia.

## Carrera
Williams completó su M.S. en 1948 y su Ph.D. en 1950. La investigación adicional subsiguiente condujo a su primer libro, una expansión y revisión de su tesis doctoral, publicada como American-Russian Relations, 1781-1947 (1952). Mientras tanto, Williams buscó una serie de nombramientos. El primero, en Washington and Jefferson College, llegó en 1950. El siguiente año académico (1951–52) Williams enseñó en la Universidad Estatal de Ohio, pero (según Williams) tuvo una disputa con la facultad. Woody Hayes (al igual que Williams, un ex oficial naval) por las bajas calificaciones de un jugador de fútbol que Williams no cambiaría, el incidente aparentemente lo llevó a buscar otro empleo.
En el otoño de 1952, Williams asumió un cargo permanente en la Universidad de Oregón donde permanecería durante cinco años (con un año en Madison, Wisconsin, nuevamente con una beca Ford de 1955 a 1956).  Cuando Fred Harvey Harrington se convirtió en presidente del departamento de historia de la Universidad de Wisconsin en 1957, arregló una inusual designación directa de Williams como su reemplazo en la enseñanza de las relaciones exteriores de los Estados Unidos. Williams aceptó el nombramiento de titular y regresó a Wisconsin en el otoño de 1957 y permaneció allí hasta 1968.

### La tragedia de la diplomacia estadounidense
Los estudiantes de posgrado encontraron sus desafíos a la historiografía establecida bastante convincentes y acudieron en masa a la universidad para estudiar con él, independientemente de sus campos. El mismo año en que se publicó su libro más influyente, La tragedia de la diplomacia estadounidense, los estudiantes de Williams que eran miembros del Club Socialista del campus, comenzaron la publicación de Estudios sobre la izquierda, un manifiesto de la emergente nueva izquierda en los Estados Unidos. Al igual que Williams, sus artículos ofrecieron una crítica del liberalismo dominante, pero después de que se mudara a Nueva York en 1963, el club reflejó menos de su pensamiento y gradualmente decayó y expiró.
Williams se apartó de la corriente principal de la historiografía estadounidense en la década de 1950. Mientras que muchos historiadores estadounidenses escribieron la historia de Estados Unidos en términos de expansión y expansión de la libertad, Williams argumentó que Estados Unidos también se había expandido como imperio. La "concepción central de la diplomacia estadounidense" de Williams, ha escrito un crítico, es que fue formada "por el esfuerzo de los líderes estadounidenses para evadir los dilemas domésticos de raza y clase a través de un movimiento escapista: usaron la política mundial, según él, para preservar una frontera capitalista segura para el mercado estadounidense y la expansión de las inversiones". En este sentido, la comprensión de Williams de la historia estadounidense tiene una deuda considerable con Frederick Jackson Turner y la primera generación de historiadores progresistas estadounidenses. Debido a que su historia de la diplomacia estadounidense gira en torno a las puertas abiertas de John Hay a China, aproximadamente al mismo tiempo que el cierre de la frontera interna estadounidense, el argumento más amplio de Williams a veces se menciona como la "tesis de la puerta abierta". En "La tragedia de la diplomacia estadounidense", Williams describió la política de puertas abiertas como "la versión estadounidense de la política liberal del imperio informal o imperialismo de libre comercio".
Williams sostuvo que Estados Unidos era más responsable de la Guerra Fría que la Unión Soviética. Williams argumentó que los políticos estadounidenses, temerosos de una pérdida de mercados en Europa, habían exagerado la amenaza de dominación mundial por parte de la Unión Soviética. En medio de muchas críticas, Williams no hizo ninguna distinción moral entre la política exterior de Iósif Stalin en Europa del Este y la política exterior de los Estados Unidos en América Latina, África o Asia. En el contexto de la invasión soviética de Hungría en 1956, hizo todo lo posible en una segunda edición ampliada de La tragedia de la diplomacia estadounidense (1962) para criticar enérgicamente el comportamiento de la Unión Soviética, pero señaló la invasión de Bahía de Cochinos de la Administración Kennedy a Cuba como un comportamiento paralelo. La diferencia en la política interna entre la Unión Soviética de Stalin y la democracia estadounidense, argumentó, hizo que la adopción del imperio por parte de Estados Unidos fuera aún más "trágica".
La tragedia de la diplomacia estadounidense de Williams se describe a menudo como uno de los libros más influyentes escritos sobre la política exterior estadounidense. Bradford Perkins, un historiador diplomático tradicionalista emérito de la Universidad de Míchigan, dijo esto en una retrospectiva de veinticinco años sobre Tragedia: "La influencia de William Appleman Williams" La tragedia de la diplomacia estadounidense... está más allá del desafío". La "tragedia" atrajo la atención de Williams no sólo entre los académicos sino también entre los políticos estadounidenses. Adolf A. Berle, ex miembro del Brain Trust de FDR, quedó bastante impresionado con Williams después de leer Tragedy y conocerlo en persona en Madison le preguntó si sería su "primer asistente personal". En el nuevo puesto que Berle había asumido en la Administración Kennedy como jefe de un grupo de trabajo interdepartamental sobre América Latina. Williams rechazó la oferta de servir en la Administración Kennedy y luego afirmó que estaba contento de haberlo hecho debido al patrocinio de Kennedy de la invasión de Bahía de Cochinos.
El éxito histórico de Williams es consecuencia de su escuela de pensamiento revisionista. Su ideología poco ortodoxa se ha vuelto más reconocida y celebrada desde el libro 'La tragedia de la diplomacia estadounidense'. Según una reseña de Richard A. Melanson, centrándose particularmente en la historiografía de Williams, "su influencia en una generación de historiadores diplomáticos estadounidenses se ha mantenido fuerte".

### Crítica de la Guerra de Vietnam
Williams inspiró a una generación de historiadores a repensar la Guerra Fría y fue un crítico de la Guerra de Vietnam. Estos incluyeron Gar Alperovitz, Lloyd Gardner, Patrick J. Hearden, Gabriel Kolko, Walter LaFeber, y Thomas J. McCormick, quienes , junto con Williams, argumentaron que la Guerra de Vietnam no fue ni democratizadora ni liberadora, sino un intento de difundir el dominio estadounidense. Más tarde editó un libro de lecturas junto con Gardner, LaFeber y McCormick (quien había ocupado su lugar en la UW-Madison cuando Williams se fue a enseñar a Oregón) llamado America in Vietnam: A Documentary History en 1989.
Durante la década de 1960, el trabajo de Williams se hizo muy popular entre la Nueva Izquierda y Williams ha sido llamado "el historiador favorito de la Nueva Izquierda de América Central". Sin embargo, la Escuela de Wisconsin y la Nueva Izquierda eran distintas, y esta última tenía una perspectiva más radical.  De hecho, Williams dejó la Universidad de Wisconsin a fines de la década de 1960, en parte porque no le gustaba la dirección militante que estaban tomando las protestas estudiantiles allí.

### Años de Oregón
También cansado de la rutina de enseñar a estudiantes de posgrado, Williams se mudó a Oregón en 1968 para, en palabras de su biógrafo, Paul Buhle, "enseñar a estudiantes universitarios, vivir junto al océano y vivir en una comunidad diversificada de 'comunidad ordinaria'". ' americanos". Mientras enseñaba en la Universidad Estatal de Oregón, Williams "pidió un regreso a los Artículos de la Confederación y una descentralización radical del poder político y económico". "No solo vio a los Estados Unidos bajo los Artículos como relativamente antiimperial, sino que también creía que el localismo fuerte hecho posible bajo los Artículos era la única forma de gobierno adecuada para los estadounidenses reales que viven vidas reales".
Williams se desempeñó como presidente de la organización de Hohistoriadores estadounidenses en 1980. Se retiró de la Universidad Estatal de Oregón en 1988 y murió en Newport, Oregón en 1990. Siempre un poco excéntrico y no poco idiosincrásico, Williams le dio a su interpretación del pasado de la nación un tono moralista, encontrando almas gemelas en conservadores como John Quincy Adams y Herbert Hoover. Siempre desconfió del cosmopolitismo y abogó por las pequeñas comunidades, mientras desconfiaba de los intelectuales que se burlaban de las masas sucias. A pesar de todo su radicalismo, nunca superó el tipo de enfoque populista que creía que era una parte importante de la herencia estadounidense. En este sentido, encajó bien con sus colegas de Wisconsin, William B. Hesseltine y Merrill Jensen, todos los cuales se sumaron a lo que se ha llamado la "escuela de Wisconsin" de interpretación histórica.

## Críticas
Hasta cierto punto, la interpretación económica de Williams de la diplomacia estadounidense ha sido criticada por los mismos motivos que el análisis económico más amplio de Charles A. Beard de la historia estadounidense. En 1974, por ejemplo, N. Gordon Levin Jr., comparó a Williams con Beard y argumentó que el modelo de Puertas abiertas "es inadecuado porque insiste en forzar todas las motivaciones político-morales y estratégicas" para la política exterior estadounidense en "la política de Procusto". Una expansión económica implacable. La respuesta de Williams fue que simplemente estaba reafirmando lo que dijeron los líderes intelectuales y políticos estadounidenses en ese momento.
Otra crítica seria del trabajo de Williams fue ofrecida por Robert W. Tucker en 1971, seguida por Robert James Maddox y J. A. Thompson en 1973, y por Howard Schonberger (Howard Schonberger) en 1975. Los argumentos de Tucker desafiaron los de Williams argumentando que la política exterior de Estados Unidos había sido generalmente pasiva, en lugar de agresiva, antes de 1939. Los argumentos de Tucker fueron elaborados y ampliados más tarde por otros académicos. Maddox en La Nueva Izquierda y los Orígenes de la Guerra Fría criticó a Williams, Lloyd Gardner, y otros académicos revisionistas por el supuesto mal uso generalizado de documentos de fuentes históricas y por una falta general de objetividad. Williams y los demás publicaron refutaciones detalladas en el New York Times Book Review en 1973.
En 1986, Arthur Schlesinger Jr., de quien Williams siempre desconfió por su cercanía con los agentes del poder, lo criticó desde una perspectiva liberal en "Los ciclos de la historia estadounidense". En la década de 1950, Schlesinger acusó a Williams de influencia "comunista", debido a la crítica de Williams a la política estadounidense hacia la Unión Soviética en "Relaciones entre Estados Unidos y Rusia" y el artículo "Monthly Review" "Second Look at Mr. X", una respuesta al artículo de George F. Kennan Asuntos Exteriores  "Las fuentes del comportamiento soviético", publicado bajo el sobrenombre de Mr. X en 1947.
Más recientemente, Marc-William Palen y Mary Speck han cuestionado la aplicación de la Puerta Abierta para el Imperio Estadounidense a fines del siglo XIX y principios del XX, ya que durante este período Estados Unidos se suscribió a políticas proteccionistas de puertas cerradas en el país y en el extranjero.
Las obras de Williams y la escuela de pensamiento en general se evalúan y critican en el artículo de revista de Andrew J. Bacevich. Bacevich trajo a discusión el movimiento contra la guerra de Vietnam junto con el surgimiento de la 'Nueva Izquierda' que sorprendentemente decepcionó a Williams, insinuando que las consecuencias provocadas por el pueblo estadounidense eran cuestiones ineludibles para el futuro. Al denunciar al aplaudido historiador, Bacevich sugiere que "la grandeza de Williams se limitó a una esfera específica". Evidentemente, Bacevich califica los atributos filosóficos y de conciencia política de Williams como menos célebres.

### Avivamiento
Algunas de las ideas de Williams sobre la naturaleza imperial de la política exterior estadounidense han sido revividas por Andrew Bacevich, quien las usa como punto de partida para su propia crítica de las políticas estadounidenses desde el final de la Guerra Fría en "American Empire". .
El aniversario de la publicación de Tragedia en 2009 ocasionó una serie de retrospectivas y análisis del impacto a largo plazo del trabajo de Williams, y tal reconsideración identificó inevitablemente el enorme impacto de su trabajo en el campo y trazó paralelismos entre Williams ' trabajo y el estado de las relaciones exteriores de Estados Unidos en los años posteriores a los ataques del 11 de septiembre de 2001. La segunda edición de la colección editada de ensayos de Michael Hogan sobre la política exterior estadounidense de la posguerra, ahora coeditada con Frank Costigliola, señaló que "Williams El trabajo sigue siendo influyente hasta bien entrado el siglo XXI".
En 2001, Justus D. Doenecke escribió una reseña, evaluando el trabajo de Williams, lo que implica que el "quid de la política exterior de Williams" está dentro de su tesis de que Estados Unidos se había involucrado en una "expansión económica y la creación de un imperio informal". Esta idea de un 'Imperio Americano' también se menciona en J.A. 'William Appleman Williams y el 'imperio estadounidense' de Thompson.' Thompson se hace eco de esta escuela de pensamiento, afirmando que la línea de argumentación de Williams hacia la política exterior estadounidense "siempre ha sido un poder expansionista e imperialista".

## Funciona

### Libros
- Relaciones estadounidense-rusas, 1781-1947, 1952
- América y Oriente Medio: ¿imperialismo de puertas abiertas o liderazgo ilustrado?, 1958
- La tragedia de la diplomacia estadounidense, 1959
- Los contornos de la historia americana, 1961
- Estados Unidos, Cuba y Castro: ensayo sobre la dinámica de la revolución y la disolución del imperio, 1962
- La gran evasión: un ensayo sobre la relevancia contemporánea de Karl Marx y sobre la sabiduría de admitir al hereje en el diálogo sobre el futuro de Estados Unidos, 1964
- Las Raíces del Imperio Americano Moderno: Un Estudio del Crecimiento y Conformación de la Conciencia Social en una Sociedad de Mercado, 1969
- Algunos presidentes: de Wilson a Nixon, 1972
- La historia como forma de aprender, 1973
- Estados Unidos se enfrenta a un mundo revolucionario: 1776-1976, 1976
- Americanos en un mundo cambiante: una historia de los Estados Unidos en el siglo XX, 1978
- El imperio como forma de vida: un ensayo sobre las causas y el carácter de la situación actual de Estados Unidos, junto con algunos pensamientos sobre una alternativa, 1980

### Artículos seleccionados
- "La leyenda del aislacionismo en la década de 1920", "Ciencia y sociedad", vol. 18, núm. 1 (invierno de 1954), págs. 1 a 20. In JSTOR.